# 侵華日軍第七三一部隊罪証陳列館
侵華日軍第七三一部隊罪証陳列館（英語：The exhibition hall of crime committed by Unit 731 of the Japanese Imperial Army）简称七三一陈列馆或七三一部队旧址，位于中国黑龙江省哈尔滨市平房区新疆大街47号，是遗址型博物馆，于侵華日軍第七三一部隊舊址上建成，建筑面积9997平方米。此舊址建于1933年，大日本帝國陸軍第七三一部队于1936年开始在此建立细菌武器研究生产基地，将6.1平方公里的土地作为特别军事区域。1945年8月，七三一部队在投降前炸毁了大部分建筑，形成现在的整体格局。

## 历史

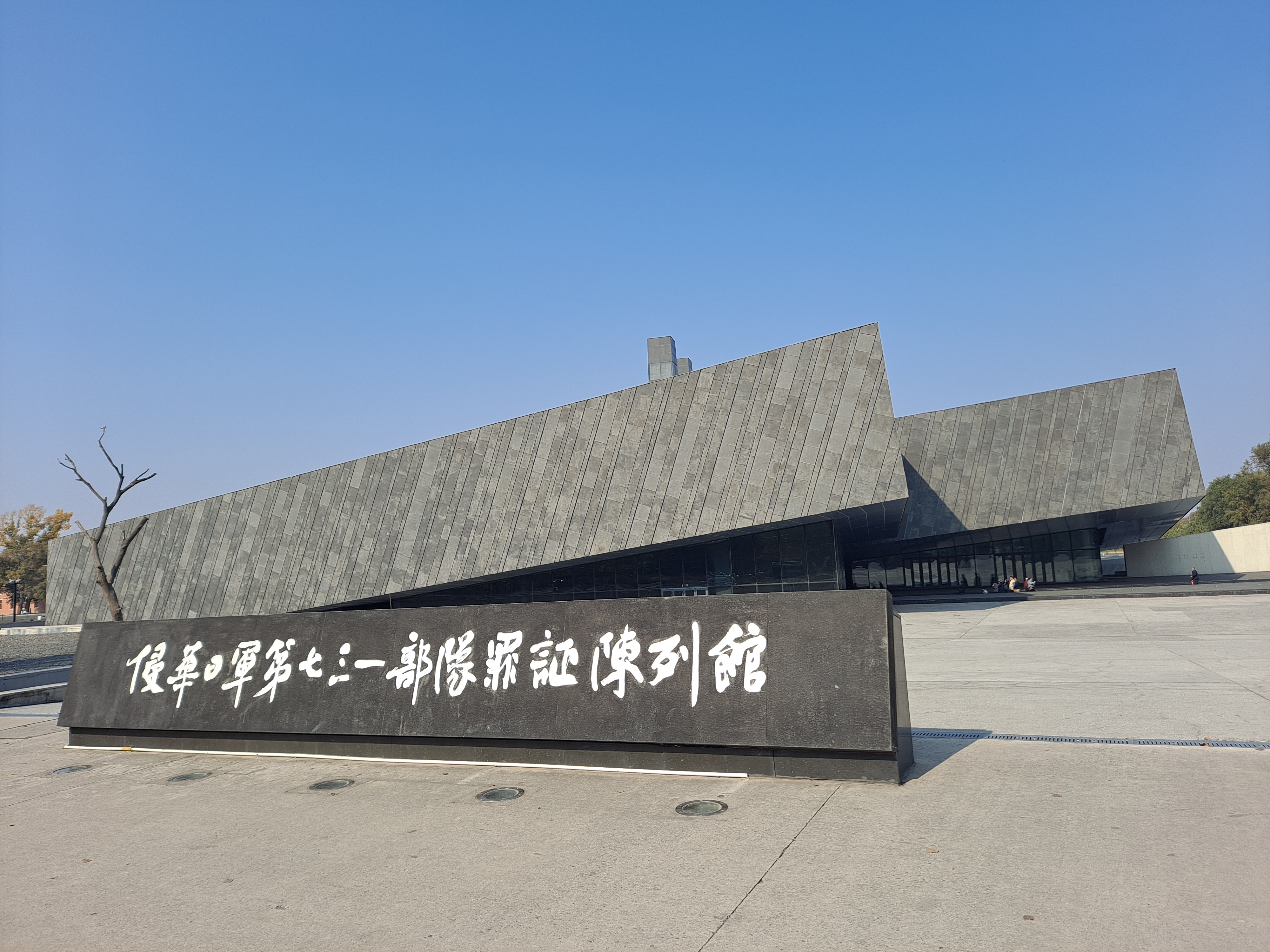
2015年8月15日建成的陈列馆

侵华日军第七三一部队旧址，现有面积24.8万平方米，曾是世界规模最大的细菌武器研究、实验及制造基地，1997年被中共中央宣传部列为爱国主义教育基地，2003年4月9日由“侵华日军第七三一细菌部队罪证陈列馆”更名为“侵华日军第七三一部队罪证陈列馆”，2005年，被国务院公布为红色旅游经典景区，2006年，被国务院公布为第六批全国重点文物保护单位，2012年被国家文物局列入中国世界文化遗产预备名单。2015年8月15日，新館建成。总展出面积达5000平方米，可同时容纳2000人参观。2017年1月，《全国红色旅游经典景区名录》收錄了該館。
2024年1月，随着哈尔滨冬季旅游热潮的兴起，自发前去731部队罪证陈列馆参观的游客数量剧增，该馆为此自2024年1月8日起临时取消周一闭馆措施，同月14日起严格实行预约制。

## 立法保护
2011年5月26日哈尔滨市第十三届人民代表大会常务委员会第二十九次会议通过，2011年8月12日黑龙江省第十一届人民代表大会常务委员会第二十六次会议批准《哈尔滨市侵华日军第七三一部队旧址保护条例》。2011年11月1日起施行。以地方性法规的形式立法保护侵华日军第七三一部队旧址。